# Lim Guan Eng
Lim Guan Eng (n. Johor Bahru, 8 de diciembre de 1960) es un político malasio que se desempeñó como Ministro de Finanzas de Malasia desde el 21 de mayo de 2018 hasta el 24 de febrero de 2020. Siendo además Secretario General del Partido de Acción Democrática desde 2004, Lim fue Ministro Principal (Gobernador) del estado de Penang entre 2008 y 2018. Es hijo de Lim Kit Siang, Líder de la Oposición Federal entre 1973 y 1999 y entre 2004 y 2008. Es el primer chino étnico en ocupar el cargo de Ministro de Finanzas desde 1974.
Fue elegido Ministro Principal de Penang con un aplastante resultado en las elecciones de 2008, como candidato de la coalición opositora Pakatan Rakyat (Pacto Popular), arrebatando el gobierno estatal al Barisan Nasional por primera vez en casi cuatro décadas, asumiendo el 11 de marzo de 2008. El mandato de Lim como Ministro Principal se caracterizó por la abolición de la controvertida Nueva Política Económica y un notorio aumento de la inversión extranjera en Penang, llegando a ser el segundo estado con mayor PIB per cápita de Malasia. Fue reelegido por un mayor margen en 2013, obteniendo el Pakatan Rakyat dos tercios de los sufragios emitidos. Después de su mandato, Penang sigue siendo el estado con mayor crecimiento económico del país.
Tras las elecciones federales de 2018, en las que el Barisan Nasional salió derrotado ante la coalición Pakatan Harapan (Pacto de Esperanza), Lim, como miembro de la coalición, fue designado por el primer ministro electo Mahathir Mohamad para ocupar el cargo de Ministro de Finanzas. En Penang, el Pakatan Harapan conservó el gobierno con una victoria aplastante y Chow Kon Yeow fue elegido Ministro Principal.
Está casado con Betty Chew Gek Cheng, miembro del DAP y anteriormente una asambleísta estatal en Melaka.